# 李学梅
李学梅（1971年6月—），女，汉族，中华人民共和国政治人物。现任北京日报社副总编辑。全国三八红旗手。第十三、十四届全国政协委员。